# أكسيد الإتيربيوم الثلاثي
أكسيد الإتيربيوم الثلاثي (بالإنجليزية: Ytterbium(III) oxide)‏ هو مركب كيميائي صيغته Yb2O3 . وهو أحد أكثر المركبات شيوعاً التي تصادفنا للإتيربيوم. ويمتلك تركيب أكسيد أحادي نصفي (Sesquioxide) المعادن الأرضية النادرة من النوع C " والذي يرتبط بتركيب الفلورايت مع إزالة ربع من الأنيونات، مما يؤدي إلى أن تكون بيئات ذرات الإتيربيوم في ستة مواقع تناسقية (ليست ثمانية السطوح) مختلفة.

## استخداماته
- تلوين النظارات والمينا
- مقوي لبلورات العقيق في الليزرات
- الألياف البصرية